# Camille Camet
Pour les articles homonymes, voir Camet.
Camille Camet (Lyon, 22 novembre 1850 – Dardilly (Rhône), 19 août 1917), est un canut lyonnais, libertaire et membre de l'Association internationale des travailleurs.

## Biographie

### Famille
Né dans le quartier de La Croix-Rousse le 22 novembre 1850, qui est encore une commune deux ans avant son rattachement à la ville de Lyon, Camille est le fils de Pierre Joseph Camet (ca 1812-1884), lui-même tisseur, et de Thérèse Fontaine. Camille a quinze ans quand sa mère meurt, en avril 1866. Son père se remarie avec Agathe Berthollier. À trente-deux ans, Camille épouse Marie Françoise Beaupellet, âgée de 20 ans, aussi tisseuse. De cette union, naîtra une fille prénommée Antida Jenny (Caluire, 1886 - Lyon 4e, 1973), laquelle épousera aussi un canut, Romain Demare. Camille et Marie Françoise perdront une petite fille à sa naissance en 1890. En 1936, Marie Françoise Camet travaille toujours à l'atelier de tissage, au 48, rue Denfert-Rochereau où elle demeurait avec son mari depuis les années 1900.

### Engagement politique
Camille Camet adhère à l'Internationale dès 1869. En septembre 1870 il devient secrétaire du Comité Central du Salut de la France.
Le 11 avril 1871, il est incorporé au 62e régiment d’infanterie, en garnison à Saint-Étienne, qu'il déserte pour se réfugier en Suisse. Il revient à Lyon porteur de placards révolutionnaires, pour participer à la Commune du 30 avril et 1er mai dans le quartier de la Guillotière puis de la Croix-Rousse.
Après l'échec de la Commune (maté militairement) et face à la surveillance policière il se réfugie à Zurich le 20 mai 1871.
Il représente les sections françaises de l'Internationale, avec Jean-Louis Pindy au Congrès de Saint-Imier (anti-autoritaire) du 15 septembre 1872.
Ami de Bakounine, il se rend en mars 1873 à Barcelone, avec Charles Alerini et Paul Brousse (lesquels seront délégués de la "Fédération Régionale Espagnole" et de la section de langue française de Barcelone, au 6e Congrès général de l’Internationale à Genève). Il publie avec eux au nom du "Comité de propagande révolutionnaire socialiste de la France méridionale" un manifeste anarchiste, et crée le journal "Solidarité révolutionnaire".

### Retour en France
Après le congrès de Genève, il déploie une intense activité militante à Lyon et Saint-Étienne, élaborant un programme révolutionnaire dans l’éventualité de la proclamation d’une Commune insurrectionnelle. Mais surveillé par la police, il est arrêté en novembre 1873, avec 29 autres militants, et condamné le 25 avril 1874 à cinq ans d’emprisonnement pour le complot, dit de Lyon. À nouveau jugé en décembre 1874 pour désertion, il est condamné à cinq ans de travaux publics (avec confusion des peines). Il sera amnistié fin mai 1879, et deviendra ensuite un militant socialiste guesdiste.
En 1892, il sera responsable du "Parti Ouvrier Français" pour la région Lyonnaise. Il meurt à Dardilly durant l'été 1917.